# Badolatosa
Badolatosa é um município da Espanha na província de Sevilha, comunidade autónoma da Andaluzia, de área 48 km² com população de 3218 habitantes (2007) e densidade populacional de 67,04 hab./km².

## Demografia
| Variação demográfica do município entre 1991 e 2004 | Variação demográfica do município entre 1991 e 2004 | Variação demográfica do município entre 1991 e 2004 | Variação demográfica do município entre 1991 e 2004 |
| --------------------------------------------------- | --------------------------------------------------- | --------------------------------------------------- | --------------------------------------------------- |
| 1991                                                | 1996                                                | 2001                                                | 2004                                                |
| 3029                                                | 3173                                                | 3176                                                | 3178                                                |